# NGC 1443
NGC 1443 is een ster in het sterrenbeeld Eridanus. Het hemelobject werd in 1882 ontdekt door de Duitse astronoom Ernst Wilhelm Leberecht Tempel.